# North East Line
| North East Line | North East Line      |
| --------------- | -------------------- |
| North East Line |                      |
| Streckenlänge:  | 21.6 km              |
| Spurweite:      | 1435 mm (Normalspur) |
|                 |                      |
| Linienfarbe:    | Purpur               |
| Eröffnungsjahr: | 2003                 |
| Linientyp:      | Unterpflasterbahn    |
| Stationen:      | 17                   |
| Depots:         | 1 (Sengkang)         |

Die North East Line (chinesisch 東北線), kurz als NEL bezeichnet, ist die dritte MRT-Linie in Singapur. Die Linie hat derzeit 17 Stationen, ist 22 Kilometer lang und wird von der SBS Transit betrieben. Die Linienfarbe ist purpur.
Die Linie verbindet den nordöstlichen Teil der Insel mit dem Zentrum. Die Linie ist vollständig unterirdisch geführt und wird automatisch und fahrerlos betrieben. Es besteht Umsteigemöglichkeit zur North South Line in Dhoby Ghaut sowie zur East West Line in Outram Park.

## Geschichte
Die Pläne für die Linie reichen bis ins Jahr 1986 zurück, als Kommunikationsminister Yeo Ning Hong ankündigte, dass es „machbar sei, die MRT zu verlängern, sobald sie 3 Millionen beträgt“. Ursprünglich hätte sich die Linie von Punggol und Seletar/Jalan Kayu bis zum Outram Park erstreckt. 1993 beschloss die Land Transport Authority, die Strecke nach Süden bis HarbourFront zu verlängern, nachdem sie die Nachfrage nach Besuchern des World Trade Centre (dem heutigen HarbourFront Centre) festgestellt hatte. Dies ist Teil der Revitalisierung des nordöstlichen Teils von Singapur, der die Upper Serangoon Road, die Simon Road, das Kangkar Village und Punggol sowie die Serangoon Gardens umfasst.
Die 16 NEL-Stationen und ihre Standorte wurden am 4. März 1996 bekannt gegeben. Viele Einwohner und Politiker begrüßten die Ankündigung, da von der Strecke erwartet wurde, dass sie den Verkehr entlastet, den Verkehr im Nordosten verbessert und die Entwicklung rund um die Bahnhöfe ankurbelt.[28][29] Dreizehn zivile Aufträge für Gleisarbeiten und den Bau der Bahnhöfe, des Sengkang-Depots und der zugehörigen Tunnel wurden im Gesamtwert von 2,8 Milliarden Singapur-Dollar (1,9 Milliarden US-Dollar) vergeben. Sechzehn weitere Aufträge im Zusammenhang mit elektrischen und mechanischen Arbeiten wurden im Gesamtwert von 1 Milliarde Singapur-Dollar (3,5 Milliarden US-Dollar) vergeben.
Für den Bau der Strecke wurden 20 ha (49 Acres) Privatland erworben und 43 ha (110 Acres) Regierungsland an den Staat zurückgegeben. Mehrere HDB-Mietblöcke, Privathäuser und Geschäfte wurden erworben, was viele betroffene Bewohner bestürzte. Diejenigen, die im Juli 1996 zum Umzug aufgefordert worden waren, forderten mehr Zeit für die Suche nach neuen Räumlichkeiten. Der Bau der Strecke begann am 25. November 1997 mit einem Spatenstich am Bahnhof Farrer Park. Am 20. Mai 1999 wurde SBS Transit (damals Singapore Bus Service) mit dem Betrieb der Strecke zusammen mit den LRT-Systemen Sengkang und Punggol beauftragt. Mit der Übergabe des Busbetriebs in der Region von Trans-Island Bus Services (TIBS) an den neu ernannten Betreiber kontrollierte SBS den Bus- und Schienenverkehr im Nordosten; Dies ermöglichte die von der Regierung gewünschte intermodale Integration.  Zu den baulichen Herausforderungen auf der Strecke gehörten die Umleitung des Eu Tong Seng-Kanals für den Bau des Chinatown-Bahnhofs und die Vermeidung einer Überflutung der Tunnel und Bahnhöfe beim Bohren von Tunneln unter dem Singapore River zwischen den Bahnhöfen Clarke Quay und Dhoby Ghaut. Am Bahnhof Outram Park wurde unter den EWL-Tunneln ein gewölbtes Dach aus zementgefüllten Stahlrohren verlegt, um Bewegungen zu minimieren. Düsenstrahlbögen wurden zur Unterstützung der Tunnel der North South Line (NSL) verwendet, als beim Tunnelbau vom Clarke Quay nach Dhoby Ghaut Sprengstoffe zum Entfernen von Gestein eingesetzt wurden. Straßen rund um die Strecke mussten wegen Bauarbeiten vorübergehend umgeleitet werden.
Als die 16 Stationen angekündigt wurden, war geplant, Potong Pasir (damals Sennett), Woodleigh und Punggol als Shell-Stationen zu bauen, da rund um die Stationsstandorte keine Bebauung vorhanden war. Später wurde beschlossen, diese Stationen vollständig zu bauen, da es kostspieliger gewesen wäre, mit der Fertigstellung der Stationen aus den Rohbauten zu warten. Im Jahr 1998 wurde der Zeitplan für den Station Punggol aufgrund geplanter Wohnsiedlungen in der Gegend nach oben verschoben. Die Entscheidung, die Sennett-Station nicht zu bauen, löste jedoch politische Kontroversen aus, da Anwohner und der Oppositionsabgeordnete Chiam See Tong behaupteten, die Station würde nur eröffnet, wenn die regierende People’s Action Party (PAP) den Wahlkreis sichern würde. Im Jahr 2002 beschloss die Regierung nach einer überarbeiteten Fahrgastzahlenstudie, die Station zusammen mit den anderen NEL-Stationen zu eröffnen, da rund um das Gelände geplante Entwicklungen geplant waren. Der Bahnhof erhielt auch seinen heutigen Namen.
Ursprünglich sollte die NEL bis Ende 2002 fertiggestellt werden, wobei das SBS-Personal in der Zugwartung und anderen technischen Aspekten des automatisierten Systems geschult werden sollte. Allerdings erklärte die Land Transport Authority (LTA) im September 2002, dass die Strecke möglicherweise im April 2003 eröffnet werde, um genügend Zeit für Tests zu haben. Die Anlagen der Linie wurden am 16. Dezember an SBS Transit übergeben und der Betreiber führte weitere Tests durch. Während der SARS-Zeit verzögerte sich die NEL weiter bis zum 20. Juni 2003. Mit Ausnahme von zwei Stationen (Buangkok und Woodleigh) nahm die NEL ihren Betrieb am 20. Juni 2003 auf. Am Eröffnungstag fuhren etwa 140.000 Menschen auf der Linie. Die Eröffnungsfeier der Linie fand am 28. August statt. Obwohl die NEL seit ihrer Eröffnung einige Probleme hatte, war sie zuverlässig und wurde von den Pendlern allgemein gut angenommen. Die International Association of Public Transport nannte das NEL im Juli 2003 ein vorbildliches öffentliches Verkehrssystem für die Zukunft, weitere fahrerlose Systeme sind weltweit geplant. SBS Transit berichtete im Juni 2004, dass die Linie durchschnittlich alle sechs Wochen eine Verspätung von 15 Minuten aufwies, verglichen mit erwarteten Verspätungen zweimal pro Woche. Die durchschnittliche tägliche Fahrgastzahl ist im Jahr 2004 auf 174.000 gestiegen, wobei der höchste Wert bei 268.000 während der Neujahrsfeierlichkeiten am 3. Januar desselben Jahres lag. Sie wurde schließlich am 20. Juni 2003 mit höheren Fahrpreisen als bestehende Linien eröffnet, die angeblich die hohen Baukosten (4,6 Milliarden S$) kompensieren sollten. Aufgrund höherer Betriebskosten wurden von 2003 bis 2016 leicht höhere Tarife für automatische Linien eingeführt.
Nach der Eröffnung der North East Line wurde eine groß angelegte Busrationalisierung durchgeführt, um Doppelspurigkeiten zu reduzieren. Infolgedessen wurden viele Busdienste wie die Buslinien 81, 82, 85, 97, 103, 106, 111, 501, 502, 511 und 512 mit Ausnahme des Dienstes aus Serangoon, Hougang South, Hougang und Sengkang vollständig eingestellt 107 und 147, die weiterhin in Betrieb sind und zum Downtown Core fahren.
Am 17. Juni 2003 gab SBS Transit bekannt, dass die Bahnhöfe Woodleigh und Buangkok nicht zusammen mit den anderen NEL-Bahnhöfen eröffnet würden. Aufgrund der mangelnden Entwicklung sagte der Betreiber, dass die Schließung der Stationen die Betriebskosten um 2–3 Mio. S$ senken würde. Die Anwohner rund um die Strecke waren verärgert über die plötzliche Entscheidung, den Bahnhof Buangkok geschlossen zu halten, da ihnen von Abgeordneten und Basisführern versichert worden war, dass er geöffnet werden würde. Die Regierung stand zunächst hinter der Entscheidung von SBS Transit, den Bahnhof geschlossen zu halten, und plante, ihn 2006 zu eröffnen, wenn mehr Wohneinheiten in der Gegend entstehen würden. Die Eröffnung wurde aufgrund geplanter Wohnbaupläne für das Gebiet noch einmal auf 2008 verschoben. Nach öffentlichem Druck und Versprechen der Anwohner, den Bahnhof zu nutzen, kündigte SBS Transit Ende 2005 an, den Bahnhof am 15. Januar 2006 zu eröffnen. Der Bahnhof Buangkok wurde wie geplant „mit viel Tamtam“ eröffnet. Seit seiner Eröffnung verzeichnete die Station jedoch durchschnittlich nur 1.386 tägliche Fahrgäste statt der erwarteten 6.000. Viele Bewohner reisten aufgrund ihrer Annehmlichkeiten immer noch zu den angrenzenden Bahnhöfen Sengkang und Hougang. Nachdem SBS Transit erklärt hatte, dass es noch „zu früh sei, um eine Schlussfolgerung“ über die Fahrgastzahlen zu ziehen, blieb SBS Transit bestrebt, den Bahnhof offen zu halten, um künftigen Entwicklungen in der Nähe gerecht zu werden. Der Station Woodleigh, der in der Nähe des ehemaligen Bidadari-Friedhofs gebaut wurde, sollte sieben oder acht Jahre nach dem Rest der Strecke eröffnet werden. Im Januar 2011 berichtete The Straits Times, dass die Vorbereitungen für die Eröffnung der Station seit der zweiten Jahreshälfte 2010 liefen; Die Zeitung spekulierte, dass der Bahnhof Mitte 2011 eröffnet würde, um neue Entwicklungen in der Region zu bedienen. In einer Parlamentssitzung im März bestätigte Verkehrsminister Raymond Lim, dass der Bahnhof am 20. Juni 2011 eröffnet werde. SBS setzte mehrere Mitarbeiter ein, um verwirrten Pendlern zu helfen, die am Bahnhof Woodleigh statt am angrenzenden Bahnhof Serangoon ausstiegen. Andere stiegen aus, um das Innere des Bahnhofs zu besichtigen oder eine alternative Route vom Bahnhof aus auszuprobieren.
Am 17. Januar 2013 kündigte die Land Transport Authority eine zwei Kilometer lange Verlängerung der Strecke von Punggol durch Punggol North einschließlich der neuen Innenstadt von Punggol an. Ursprünglich geplant bis 2030, kündigte der damalige Zweite Verkehrsminister Ng Chee Meng am 7. Juni 2017 an, dass die Erweiterung bereits sieben Jahre früher im Jahr 2023 eröffnet werden soll. Die Einzelstationserweiterung umfasst 1,6 Kilometer und soll das Gebiet Punggol North zusammen mit dem geplanten „kreativen Cluster und Lernkorridor“ in Punggol bedienen. 2018 wurde mit dem Bau der Erweiterung begonnen, am 10. Dezember 2024 wurde die Verlängerung bis zur neuen Endstation Punggol Coast eröffnet.

## Stationen
| Kürzel | Station       | Übergang              |
| ------ | ------------- | --------------------- |
| NE1    | HarbourFront  | Circle Line CC29      |
| NE3    | Outram Park   | East West Line EW16   |
| NE4    | Chinatown     | Downtown Line DT19    |
| NE5    | Clarke Quay   |                       |
| NE6    | Dhoby Ghaut   | North South Line NS24 |
| NE7    | Little India  | Downtown Line DT12    |
| NE8    | Farrer Park   |                       |
| NE9    | Boon Keng     |                       |
| NE10   | Potong Pasir  |                       |
| NE11   | Woodleigh     |                       |
| NE12   | Serangoon     | Circle Line CC13      |
| NE13   | Kovan         |                       |
| NE14   | Hougang       |                       |
| NE15   | Buangkok      |                       |
| NE16   | Sengkang      | Sengkang LRT STC      |
| NE17   | Punggol       | Punggol LRT PTC       |
| NE18   | Punggol Coast |                       |

Da es an Erschließung mangelt und zu nahe an der MRT-Station Keppel, dem Ayer Rajah Expressway und dem Keppel-Viadukt liegt, wird die Station NE2 nicht vorgeschlagen.

## Fahrzeuge

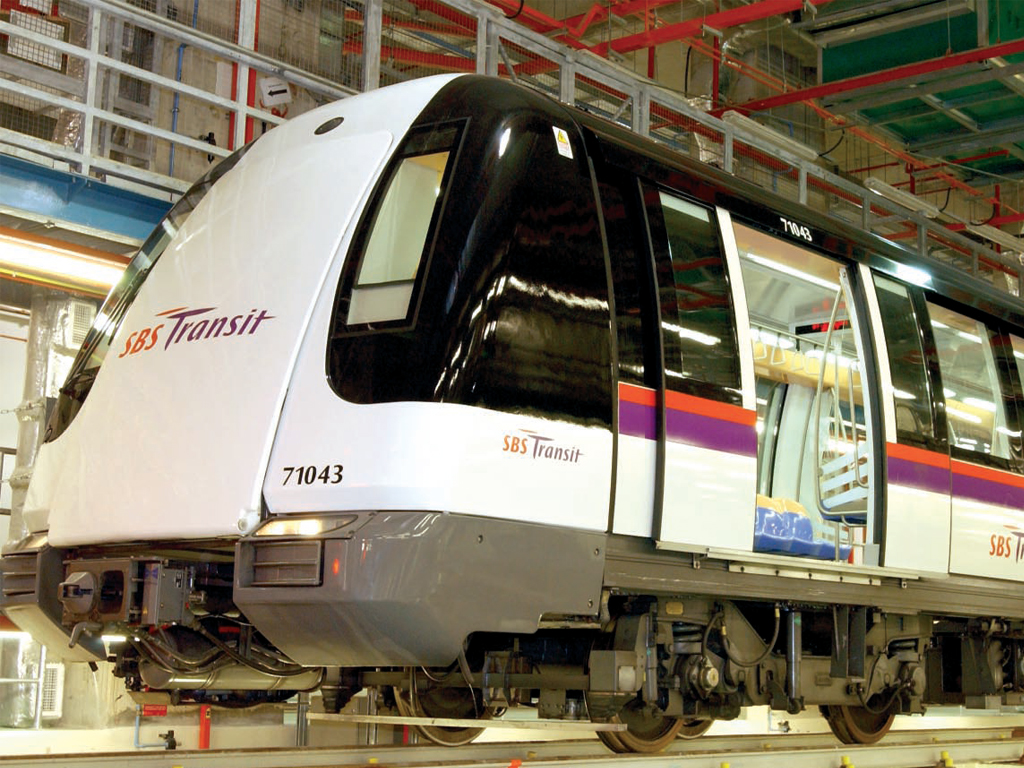
Metropolis C751A im Depot Sengkang

Auf der Strecke verkehren Züge vom Typ Alstom Metropolis C751A, die als Sechswagenformation fahren. Für Wartung und Instandsetzung ist das Depot Sengkang zuständig.

## Eröffnungsdaten
- 20. Juni 2003: HarbourFront – Punggol
- 10. Dezember 2024: Punggol – Punggol Coast

## Diverses
- Die Fahrtrichtung Telok Blangah hat die Nummer 6, die Fahrtrichtung Punggol die Nummer 7.
- Der mittlere Bahnhofsabstand beträgt 1,54 km.